# Каркаре
Каркаре (итал. Carcare) — коммуна в Италии, располагается в регионе Лигурия, в провинции Савона.
Население составляет 5745 человек (2008 г.), плотность населения составляет 555 чел./км². Занимает площадь 10 км². Почтовый индекс — 17043. Телефонный код — 019.
Покровителем коммуны почитается святой Иоанн Креститель, празднование 24 июня.

## Демография
Динамика населения:

## Администрация коммуны
- Официальный сайт: http://www.comune.carcare.sv.it/